# باران طلایی شانه‌ای
باران طلایی شانه‌ای (نام علمی: Koelreuteria bipinnata) نام یک گونه از سرده باران طلایی است.